# Gabaldón (Spanien)
Gabaldón ist ein zentralspanischer Ort und eine Gemeinde (municipio) mit 159 Einwohnern (Stand: 2024) in der Provinz Cuenca in der Autonomen Region Kastilien-La Mancha.

## Geographie
Gabaldón liegt etwa 52 Kilometer südsüdöstlich von Cuenca in einer Höhe von ca. 920 m. Das Klima ist gemäßigt und warm. Niederschlag fällt es vor allem in den Wintermonaten (477 mm/Jahr).

## Bevölkerungsentwicklung
| Jahr      | 1970 | 1981 | 1991 | 2001 | 2011 | 2021 |
| Einwohner | 273  | 218  | 201  | 169  | 215  | 170  |

## Sehenswürdigkeiten

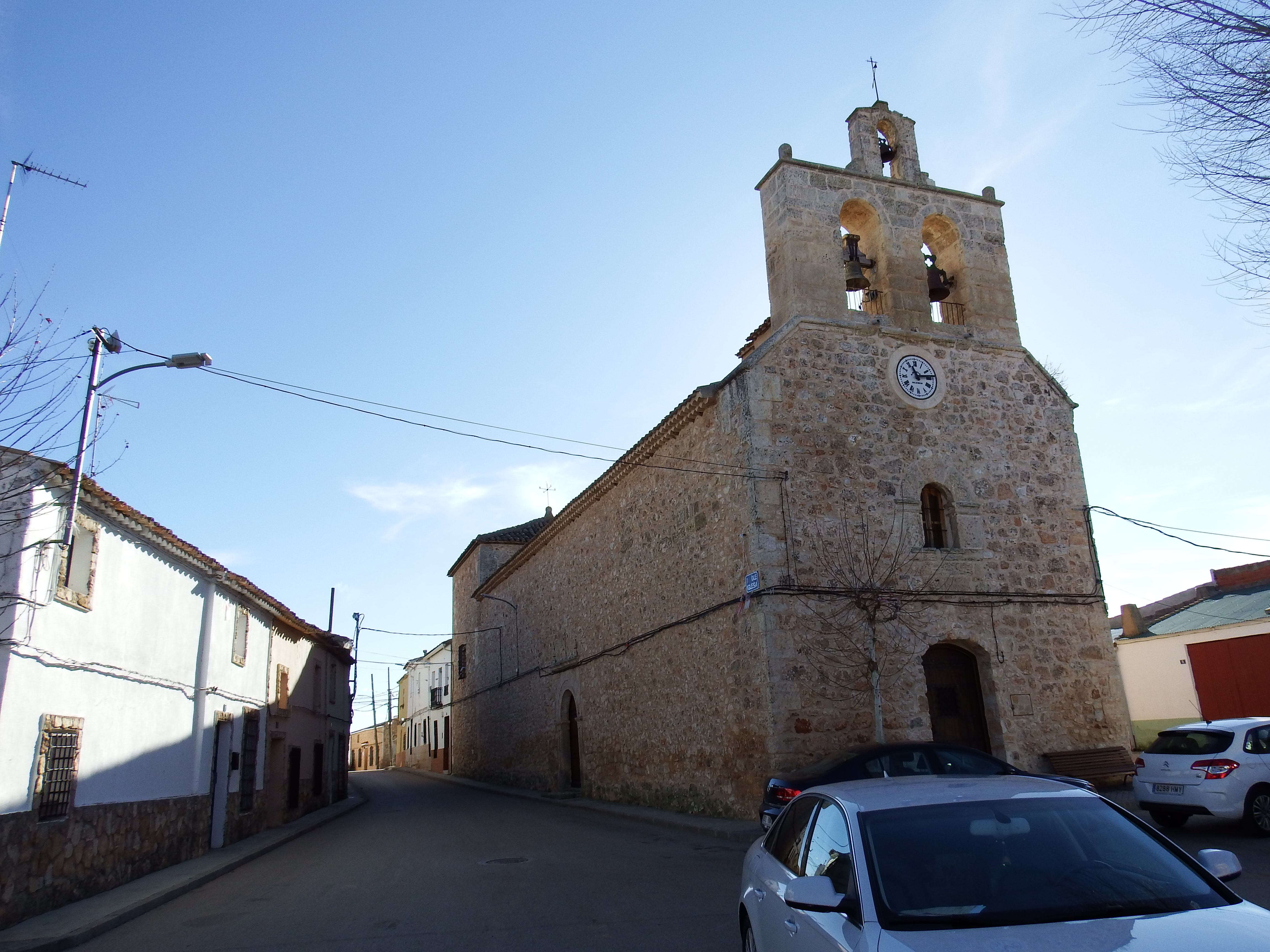
Annenkirche
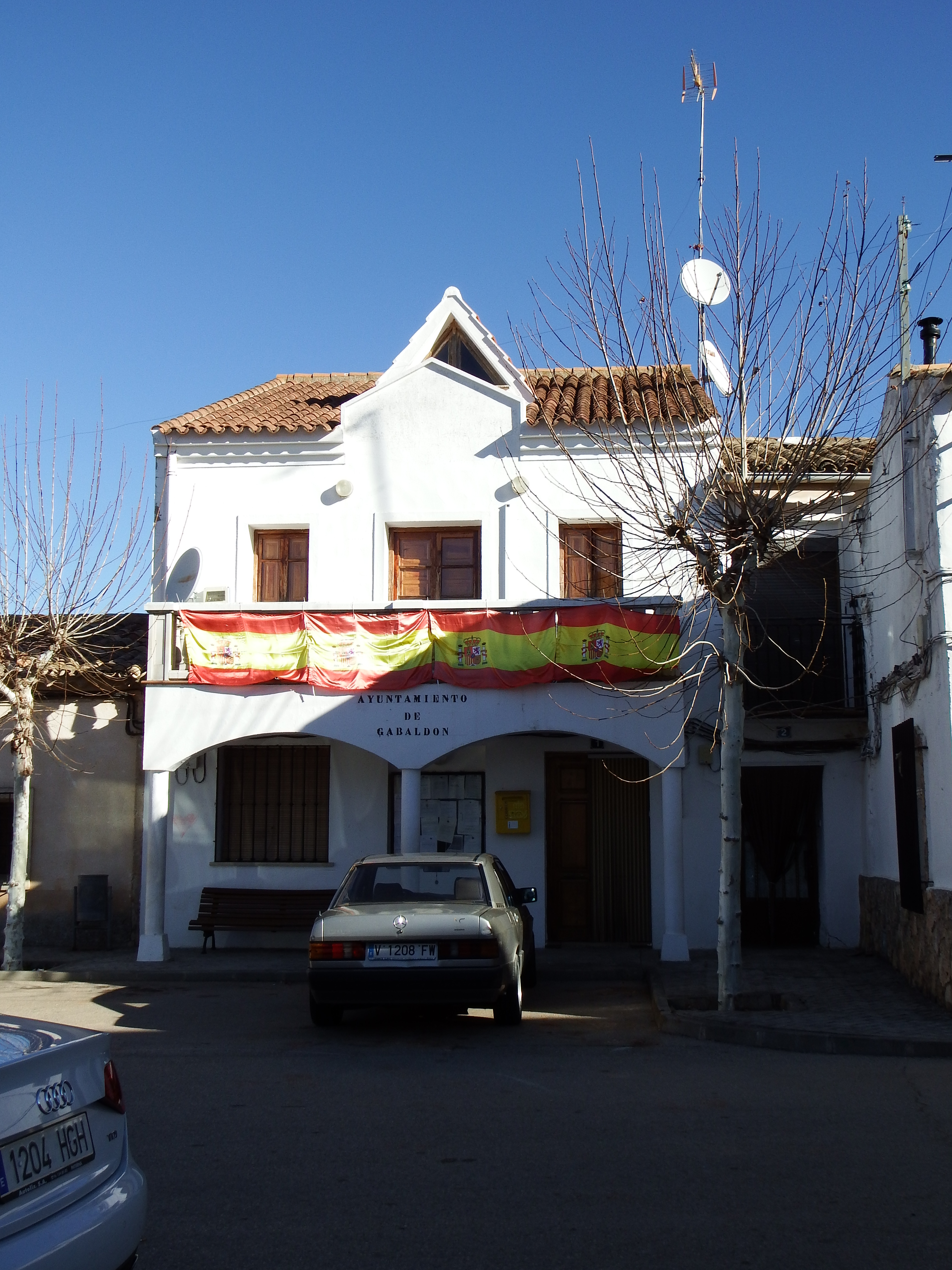
Christopheruskapelle

- Annenkirche
- Rathaus